# Rockpile
Rockpile was een Britse rockband uit de late jaren 1970 en vroege jaren 1980, bekend om hun sterke pubrock, rockabilly en powerpop invloeden, en als een fundamentele invloed op new wave. De band bestond uit Dave Edmunds (zang, gitaar), Nick Lowe (zang, basgitaar), Billy Bremner (zang, gitaar) en Terry Williams (drums).
Rockpile nam bijna genoeg materiaal op voor vijf studioalbums, hoewel er slechts één (Seconds of Pleasure) onder de Rockpile-vlag werd uitgebracht. Drie andere albums (Tracks on Wax 4, Repeat When Necessary en Twangin...) werden uitgebracht als soloalbums van Dave Edmund en nog een (Labour of Lust) werd uitgebracht als een soloalbum van Nick Lowe. Verspreide Rockpile-nummers zijn ook te vinden op een paar andere soloalbums van Lowe en Edmund. Bovendien fungeerde Rockpile als begeleidingsband op nummers opgenomen door Mickey Jupp in 1978 en Carlene Carter in 1980.

## Bezetting

### van 1971 tot 1972
- Dave Edmunds (gitaar, zang)
- John Williams, voorheen Love Sculpture (e-bas, zang)
- Andy Fairweather-Low, voorheen Amen Corner (gitaar, zang)
- Terry Williams, voorheen Love-Sculpture en Man (drums)
- Pick Withers (drums)
- B.J. Cole (pedaal-steelgitaar)

### van 1976 tot 1981
- Dave Edmunds (gitaar, zang)
- Nick Lowe (e-bas, zang)
- Billy Bremner[3] (gitaar, zang)
- Terry Williams (drums)

## Geschiedenis
De geschiedenis van Rockpile begon in 1970, toen Dave Edmunds zijn grootste hit publiceerde. De nummer 1-hit I Hear You Knocking werd in de Britse hitlijst officieel gepubliceerd als Dave Edmunds' Rockpile. Gitarist/zanger Edmunds had in 1972 het soloalbum Rockpile opgenomen en tijdens zijn tournee ter ondersteuning van het album noemde hij zijn band, waaronder Terry Williams op drums, John Williams en Andy Fairweather-Low, Dave Edmunds & Rockpile. De band ging echter uit elkaar na de tournee en Edmunds keerde terug naar studiowerk. Een van de artiesten die hij produceerde was de pubrockband Brinsley Schwarz, met Dave Robinson als manager en geleid door bassist/zanger Nick Lowe. Hun album The New Favorites of... Brinsley Schwarz uit 1974, geproduceerd door Edmunds, plaatste de band in een powerpop-modus en bevatte de oorspronkelijke versie van (What's So Funny 'Bout) Peace, Love, and Understanding. Brinsley Schwarz ging uit elkaar na het uitbrengen van het album en Lowe begon sessiewerk te doen met Edmunds, waaronder Edmunds' soloalbum Subtle as a Flying Mallet uit 1975.
Toen Robinson en Jake Riviera samen Stiff Records oprichtten, was Lowe de eerste artiest die bij het label tekende en hij en Edmunds namen nieuw materiaal op voor publicatie onder de naam van Lowe. Stiff promootte zijn banden met Edmunds. De relatie tussen Edmunds en Riviera was echter altijd twijfelachtig en in 1976 tekende Edmunds een solocontract met Swan Song Records van Led Zeppelin, waarbij hij Riviera en Stiff afwees. Met hulp van Lowe en Terry Williams nam Edmunds het soloalbum Get It op. Lowe en Edmunds formeerden toen een nieuwe versie van Rockpile, met Williams die terugkeerde op drums en Billy Bremner als slaggitarist en derde zanger.
Ondanks de spanning dat de twee leiders bij verschillende labels tekenden, toerde Rockpile in 1976-1977 als openingsact voor Edmunds' nieuwe labelgenoten Bad Company. Edmunds leverde ook enkele archiefnummers aan Stiff voor publicaties op Stiff-compilaties. Toen Lowe en Stiff echter steeds populairder werden, kreeg Rockpile een knipperlichtstatus. In 1977 werd Lowe onderdeel van de Five Live Stiffs-tournee zonder Rockpile. Alleen Terry Williams was bestemd om te worden opgenomen in Lowe's begeleidingsband, die Nick Lowe's Last Chicken in the Shop heette. Op het laatste moment voegde Edmunds zich echter ook bij de band en hoewel Bremner niet aan deze tournee deelnam, was Rockpile al snel weer fulltime aan het werk.
Rockpile verscheen als begeleidingsband op een nummer van Lowe's debuut soloalbum, uitgebracht in maart 1978 met verschillende tracklijsten en nummers in het Verenigd Koninkrijk en de Verenigde Staten. De Britse versie Jesus of Cool bevatte Rockpile op de liveopname van Heart of the City, terwijl het Amerikaanse album Pure Pop for Now People het Rockpile-studionummer They Called It Rock bevatte, vermeld als zijnde geschreven door Nick Lowe/Dave Edmunds/Rockpile.
Ondertussen was het soloalbum Tracks on Wax 4 van Edmunds uit 1978 het eerste album dat volledig een album van Rockpile was, waarop Edmunds alle leadvocals zingt. Het album bevatte dezelfde liveversie van Heart of the City, behalve met Edmunds' leadvocal overgedubd in plaats van die van Lowe. Rockpile toerde met zowel de Lowe- als de Edmunds-publicaties in 1978. De band ondersteunde ook Mickey Jupp op de A-kant van zijn Stiff-album Juppanese, geproduceerd door Lowe.
In 1979 nam Rockpile gelijktijdig Edmunds' Repeat When Necessary en Lowe's Labour of Lust op. Het opnameproces was het onderwerp van de tv-documentaire Born Fighters. Jake Riviera verliet Stiff Records en verhuisde met zijn artiesten (Lowe, Elvis Costello en The Yachts) naar Radar Records in het Verenigd Koninkrijk (hoewel Riviera Global Productions bij Columbia Records in de Verenigde Staten bleef). Edmunds' contract met Swan Song werd niet beïnvloed door deze verandering.
Rockpile (onder de namen van soloartiesten) genoot in 1979 hits aan beide kanten van de Atlantische Oceaan met Edmunds' Girls Talk (een top 20-hit in zowel het Verenigd Koninkrijk als Canada) en Lowe's Cruel to Be Kind (top 20 in het Verenigd Koninkrijk, Canada en de Verenigde Staten). Labour of Lust werd bekroond met een gouden album in Canada en Repeat When Necessary werd bekroond met een zilveren album in het Verenigd Koninkrijk. Rockpile speelde ook bij Concerts for the People of Kampuchea op 29 december 1979 met Elvis Costello & the Attractions en Wings, waar ze op het podium werden vergezeld door Led Zeppelin-zanger Robert Plant (mede-eigenaar van Swan Song). Robert Plant deed ook mee toen Rockpile rond deze tijd een Britse universiteitstournee speelde (tenminste Warwick University). Twee van de nummers van de band werden opgenomen in het concertalbum.

### Seconds of Pleasure
In 1980 bracht Edmunds het soloalbum Twangin... uit, dat grotendeels een verzameling was van zijn vorige soloalbums om zijn Swan Song-contract af te ronden, waardoor Rockpile vrijkwam om een echt bandrecord op te nemen voor Jake Riviera's nieuwe label F-Beat Records. Seconds of Pleasure, uitgebracht in de herfst van 1980, bevatte vocale veranderingen van Edmunds, Lowe en Bremner en bracht de kleine hit Teacher, Teacher voort, gezongen door Lowe. Twangin... werd zes maanden na Seconds of Pleasure uitgebracht en bevatte Rockpile op negen van de elf nummers.
Rockpile steunde ook de nieuwe vrouw van Lowe, Carlene Carter (de stiefdochter van Johnny Cash) op het grootste deel van haar album Musical Shapes uit 1980. In augustus speelde Rockpile op het bekende Heatwave-festival in de buurt van Toronto, dat met 100.000 aanwezigen het eerste grote punk- of new wave-muziekevenement was en waar Rockpile het meest ervaren was van de verschillende grote bands. Maar de spanningen tussen Lowe en Edmunds leidden tot de ontbinding van de band in 1981.
Bremner en Williams verschenen in de jaren 1980 op verschillende albums van Lowe, maar Lowe en Edmunds werkten pas weer samen op Lowe's album Pinker and Prouder than Previous uit 1988. Edmunds produceerde ook Lowe's album Party of One uit 1990. In 2011 verscheen Teacher, Teacher in de aftiteling van de film Bad Teacher.
Sinds 2011 zijn er in totaal vijf verschillende live Rockpile-albumpublicaties geweest, waarvan de meest recente in 2021 was. Live At Rockpalast uit 2013 bevat ook een dvd van hun liveshow uit 1980.

## Discografie

### Singles
- 1970: I Hear You Knocking / Black Bill
- 1971: I'm Comin' Home / Country Roll
- 1980: Teacher Teacher / Fool Too Long
- 1980: Wrong Way / Now and Always
- 1980: Bad Is Bad / A Knife & A Fork (Dave Edmunds featuring Hughie Lewis / Dave Edmunds, Rockpile)
- 1980: Heart / Take a Message to Mary (Rockpile / Nick Lowe & Dave Edmunds)
- 1980: Teacher Teacher / You Ain't Nothin' But Fine (7″, promo)
- 1980: Heart

### Albums
- 1978 Dave Edmunds & Rockpile – College Radio Network Presents Dave Edmunds & Rockpile (lp, Promo)
- 1980 Seconds of Pleasure
- 2011 Live at Montreux 1980
- 2013 Live at Rockpalast
- 2014 Live at My Father's Place